# Шахсинов, Алексей Сейдулаевич
Алексей Сейдулаевич (Сейдуллаевич) Шахсинов  (7 ноября 1956) — советский боксёр, советский и российский тренер. Судья международной категории. Заслуженный тренер России (2018).

## Спортивная карьера
Является воспитанником тренера Гилата Муртузалиева. С 1978 года работает тренером. С 2002 года тренирует в школе имени Магомед-Салама Умаханова в Махачкале. С 2013 года тренер высшей категории. 17 октября 2018 года ему было присвоено звание заслуженный тренер России.

## Известные воспитанники
- Гаджиева, Айзанат Шапиевна — призёр чемпионатов мира и Европы[4];
- Выстропова, Елена Евгеньевна — чемпионка Европы[5];
- Магомедалиева, Зенфира Рамазановна — призёр Олимпиады[6];
- Далгатова, Саадат Гаджиевна — призёр чемпионатов мира и Европы[7].

## Личная жизнь
Отец: Сейдула Ахмедович Шахсинов родился в 1920 году в селении Куштиль Хивского района, в 1942 году он оставил свою работу учителем в школе и добровольно ушёл на фронт, награждён медалями. Своего сына Алексей назвал в честь отца.